# Lotte Wubben-Moy
Lotte Wubben-Moy (født 11. januar 1999) er en kvindelig engelsk fodboldspiller, der spiller angrebfor engelske Arsenal i FA Women's Super League og Englands kvindefodboldlandshold.
Hun tidligere spillet for University of North Carolina at Chapel Hill i USA, på et collegeophold sammen Alessia Russo.
Hun fik debut på det engelske A-landshold den 23. februar 2021 i 6–0 sejren over Nordirland. Under den nye landstræner Sarina Wiegman blev hun for første gang udtaget til den endelige EM-trup ved EM på hjemmebane.
Den 27. maj 2021 blev Wubben-Moy udtaget til den officielle OL-trup for Storbritanniens olympiske hold ved Sommer-OL 2020 i Tokyo.